# Joe Shipp
Joseph Delano Shipp, (Los Angeles, 25 de fevereiro de 1981) é um jogador de basquetebol estadunidense. Atualmente joga pelo São José 
O jogador estudou na Universidade da Califórnia  e tendo jogado pela universidade na temporada 1999-2000, onde se tornou o terceiro maior pontuador da história da instituição, com 1,666 pontos.
Jogou na D-League atuando pelo New Mexico Thunderbirds. 
Na NBA, o jogador chegou a participar do draft em 2003, e assinou contrato com o Charlotte Bobcats em 2006. 